# Hiphopdans

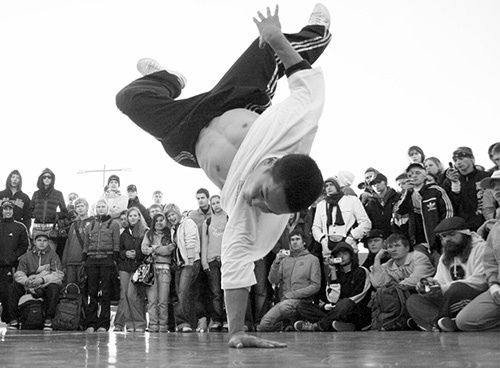
B-boy.

Ej att förväxlas med Streetdance, samlingsnamnet för alla typer av gatudanser
Denna artikel redovisar endast dansstilen. För kulturen i sin helhet, se Hiphop. För musikgenren, se Hiphopmusik.
Hiphopdans är ett samlingsnamn för alla dansstilar främst utförda till hiphopmusik eller som har utvecklats som en del av hiphopkulturen. Den innehåller ett brett spektrum av stilar. De ursprungliga danserna samt vad som anses vara hiphopens grundpelare är Breaking (b-boying), Locking och Popping. De skapades på 1970-talet och gjordes populära av olika crews (dansgrupper) i USA.

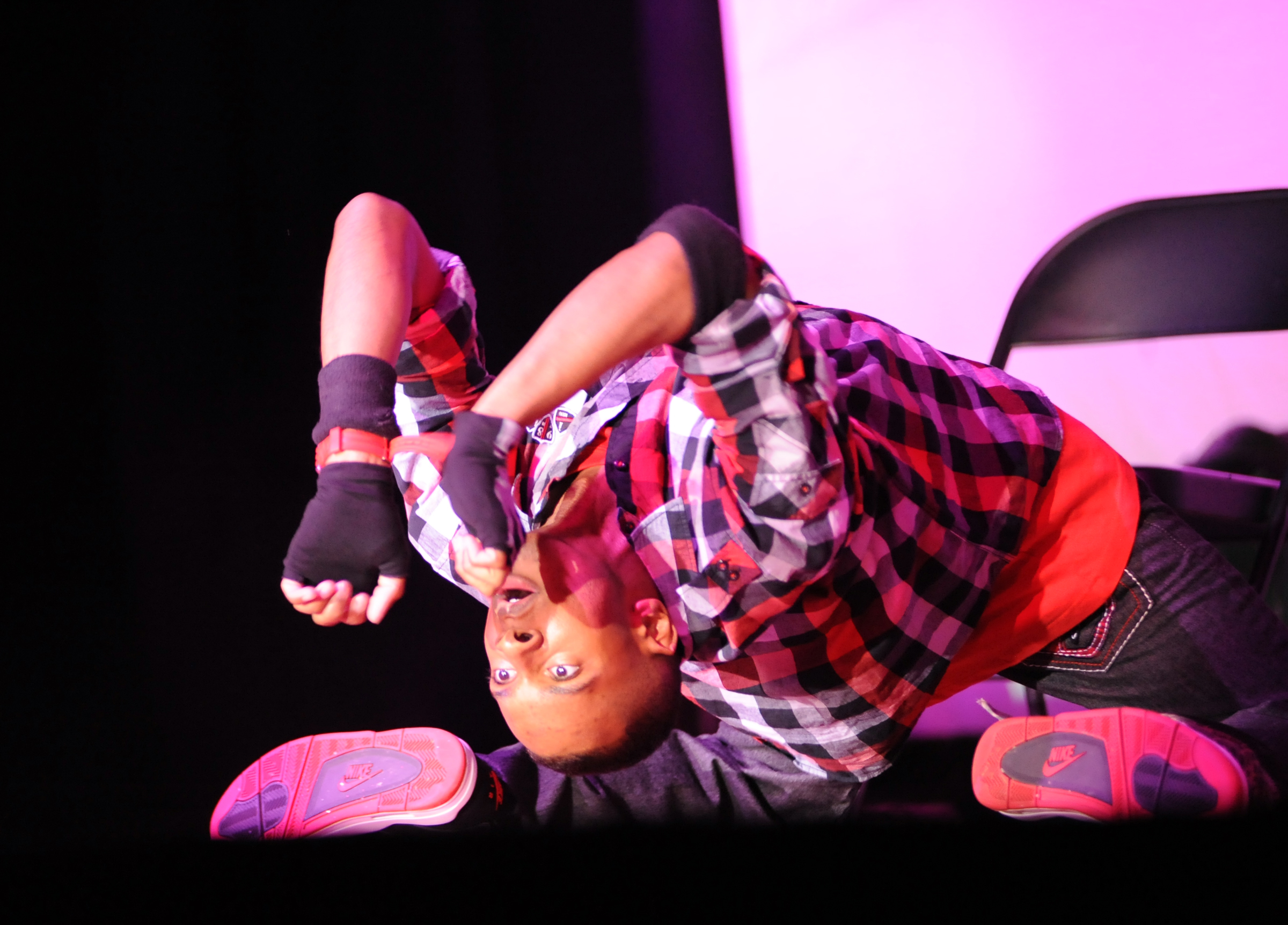
Hiphopdansare.

Hiphopdans delas ofta, likt musikgenren, in i "Old school" och "New school" med år 1984 som skiljelinjen - på grund av de teknologiska effekterna på världens städer och ungdomskulturen. TV-serien Soul Train och 1980-talets filmer Breakin', Beat Street, och Wild Style lyfte fram olika dansgrupper och dansstilar i ett tidigt skede; vilket därmed gav en mainstream exponering av hiphop. Dansindustrin bemötte hiphopen med en kommersiell, studiobaserad version av hiphop, kallad "Commercial hiphop" eller "New style", och en hiphopinfluerad Jazzdansstil, kallad "LA Style" eller "Jazzfunk". Klassiskt skolade dansare utvecklat dessa studiostilar för att koreografera utifrån hiphopdanser som utfördes på gatan. På grund av denna utveckling är hiphopdans praktiserad i både dansstudior och gatorna.
Kommersialiseringen av hiphopdans fortsatte in på 1990-talet och 2000-talet med produktion av flera TV-program och filmer som So You Think You Can Dance, Step Up-filmerna, America's Best Dance Crew, The Grind, Planet B-Boy, Rize, Streetdance 3D och Saigon Electric. Fastän dansen är etablerad inom underhållning så upprätthåller den en stark närvaro i förorter vilket har lett till skapandet av streetdanser härledda från hiphopen - Memphis jookin, turfing, jerkin', och krumping.
En faktor som skiljer hiphop från andra former av dans är att det ofta är "freestyle" (improvisation) i grunden och hiphopdansgrupper engagerar sig ofta i freestyle danstävlingar, kallade battles. Crews, freestyling, och battles är identifierare för den här stilen. Hiphopdans kan vara en form av underhållning eller en hobby lika väl som det kan vara ett sätt att vara aktiv i tävlingsdans eller försörja sig genom professionell dans. Sveriges Dansorganisation är den främsta att arrangera tävlingar i hiphopdans i landet på både regions- och riksnivå.

## Historia
Hip-hop dans är en sammansmältande dansgenre med influenser från äldre gatudansstilar skapade på 1970-talet. Dessa inkluderar uprock, breaking och funkstilar. Breaking skapades i The Bronx, New York, i början av 1970-talet. I dess tidigaste form började det som elaboreringar på James Browns "Good Foot" dans som debuterade 1972. Breaking vid denna period var inte primärt golforienterat som det ses idag; det började som toprock som dansare utför stående. En påverkan på toprock var uprock som skapades i Brooklyn, New York. Uprock liknar toprock, men det är mer aggressivt och ser ut som en strid. Uprock utförs också med partners, men i toprock - och generellt inom breaking - tar varje person tur att dansa. År 1973 populariserade DJ Kool Herc break beat. En break beat är en rytmisk, musikalisk mellanspel i en låt som har loopats om och om igen för att förlänga det instrumentala solot, eftersom "breaks" ansågs vara den bästa delen av låten att dansa till, på 1970-talet började DJ:er använda två kopior av samma skiva för att blanda dem och förlänga brytningen, detta kallades Beat juggling. Detta mellanspel som tidigare hade använts i funk- och soulsånger inspirerade denna musikaliska evolution. Kool Herc gjorde detta för att ge dansare som deltog i hans fester möjlighet att visa sina färdigheter. B-boy och b-girl står för "break-boy" och "break-girl"; b-boys och b-girls dansar till en skivas break. Ytterligare påverkad av kampsport och gymnastik, gick breaking från att vara en rent upprättstående dansstil - bara toprock - till att bli mer golforienterad.
Samtidigt som breaking utvecklades i New York, skapades andra stilar i Kalifornien. Funkstilar refererar till flera gatudansstilar som skapades i Kalifornien på 1970-talet, såsom roboting, bopping, hitting, locking, bustin', popping, boogaloo, strutting, sac-ing och dime-stopping.[12] Av alla dessa danser är Boogaloo en av de äldsta. Den började som en flärdans på 1960-talet och var ämnet för flera låtar som släpptes under den tiden, såsom "Do the Boogaloo" och "My Baby Likes to Boogaloo". Från att ha varit en flärdans utvecklades den till en gatudansstil kallad Boogaloo i Oakland, Kalifornien, samt en separat musikgenre kallad Latin boogaloo. De mest populära och allmänt praktiserade av funkstilarna är Locking och Popping. TV-showen Soul Train spelade en stor roll i att ge dessa stilar kommersiell exponering. Både The Lockers och The Electric Boogaloos - danstrupper som ansvarade för spridningen av locking och popping - uppträdde i den här showen.

## Old School och New School
Ej att förväxlas med Commercial/New style, vilken är en studiobaserad version av hiphopdans.
New school hiphop är i kontrast till Old school ett samlingsnamn för de mer moderna danserna inom hiphop. Under 1990-talet då hiphop-musiken utvecklades och växte längre bort från funk så fick det ett långsammare, tyngre och mer aggressivt sound. Detta gav upphov till nya stilar av hiphopdans, de flesta av dem dansade upprätt i motsats till breakdancing som är känd för sina golvarbeten. New school hiphopdans tog inspiration från många av de äldre hiphopstilarna och samlade dem till något nytt. Några mer specifika stilar av New school hiphop är commercial, LA style, krumping, harlem shake, snap dancing, blood walk, clown walk, heel-toe, booty popping och crip walk.

## Dansindustrin

### Commercial hiphop / New style
Ej att förväxla med New school, samlingsnamnet för flera typer av senare hiphopdans

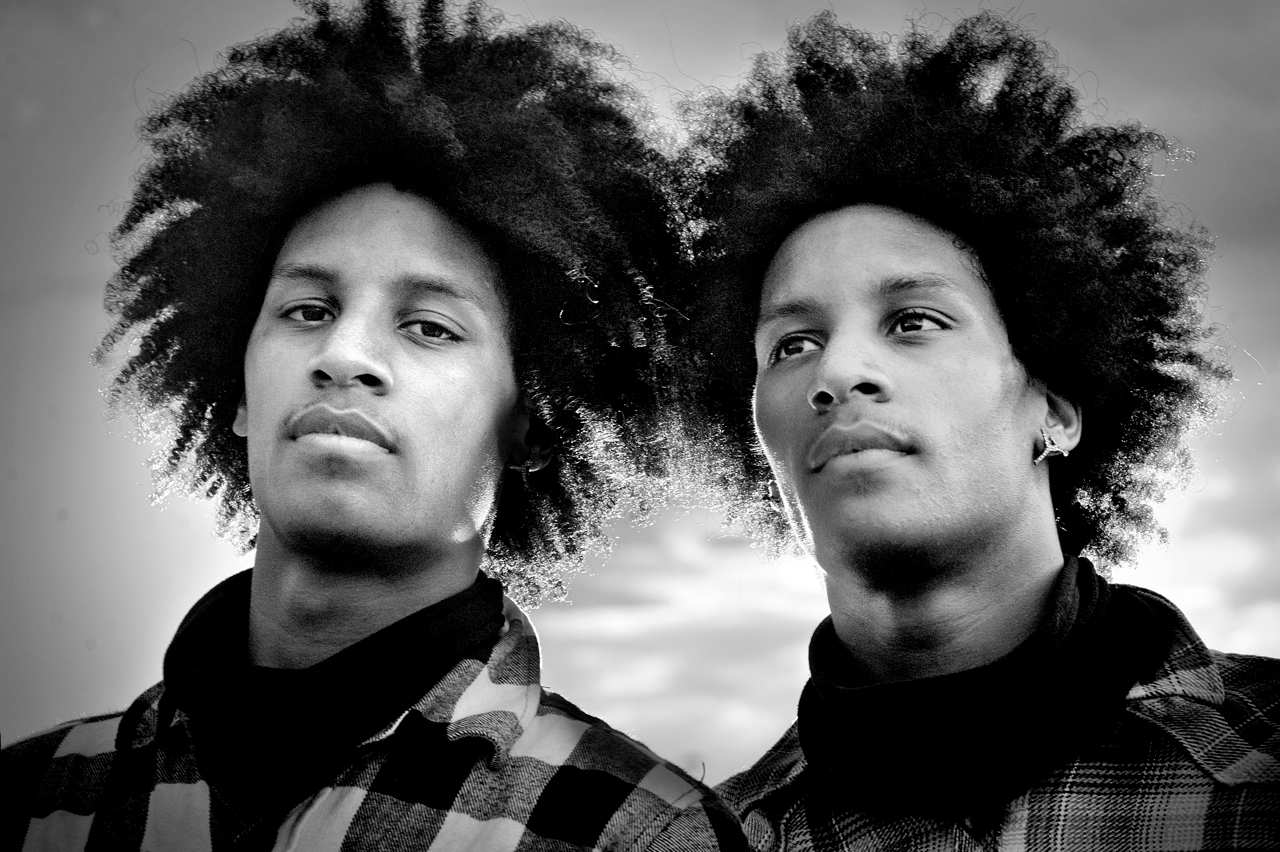
Les Twins är bland de mest framgångsrika dansarna inom Commercial

Commercial eller New style är en studio-baserad kommersiell version av den ursprungliga hiphopdansen. Denna studiodans uppstod då etablerade dansare och koreografer inom dansindustrin av jazz, balett och modern anammade stilarna inom hiphop efter dess popularisering och skapade en kommersiell och mer mainstream version av den. Det är denna typ av hiphop-dans som syns i rap-, R&B- och popmusikvideor på exempelvis MTV samt livekonserter. Termen "New style" skapades av dansare utanför USA på 1990-talet, främst i Frankrike och Japan. Dessa dansare ville röra sig likt de New York-dansarna, och kallade rörelserna för "New style" vilket var kort för "New York style".
Dansen karaktäriseras som slagkraftig vilket innebär bland annat flexibilitet och isoleringar (att röra en viss kroppsdel oberoende av andra). Fötterna är bundna till marken, bröstet är nere, hållning är böjd, och kroppen hålls löst så att dansarna lätt kan växla mellan att slå takten eller rör sig genom takten. Liksom afrikansk dans är Commercial mycket rytmisk och innebär en hel del fotarbete och radiell rörelse av höfterna. Dessutom betonas musikalitet-hur känslig dina rörelser är till musik och att kunna freestyle (improvisera). Så länge dansarna håller de grundläggande rörelserna, kan de lägga till sina egna stilar (freestyle) och har en prestanda som fortfarande är hiphop.

#### Lyrical hiphop
Lyrical hiphop är en av de mest kända danserna inom Commercial, med ursprung ur lyrisk dans och hiphopdans.

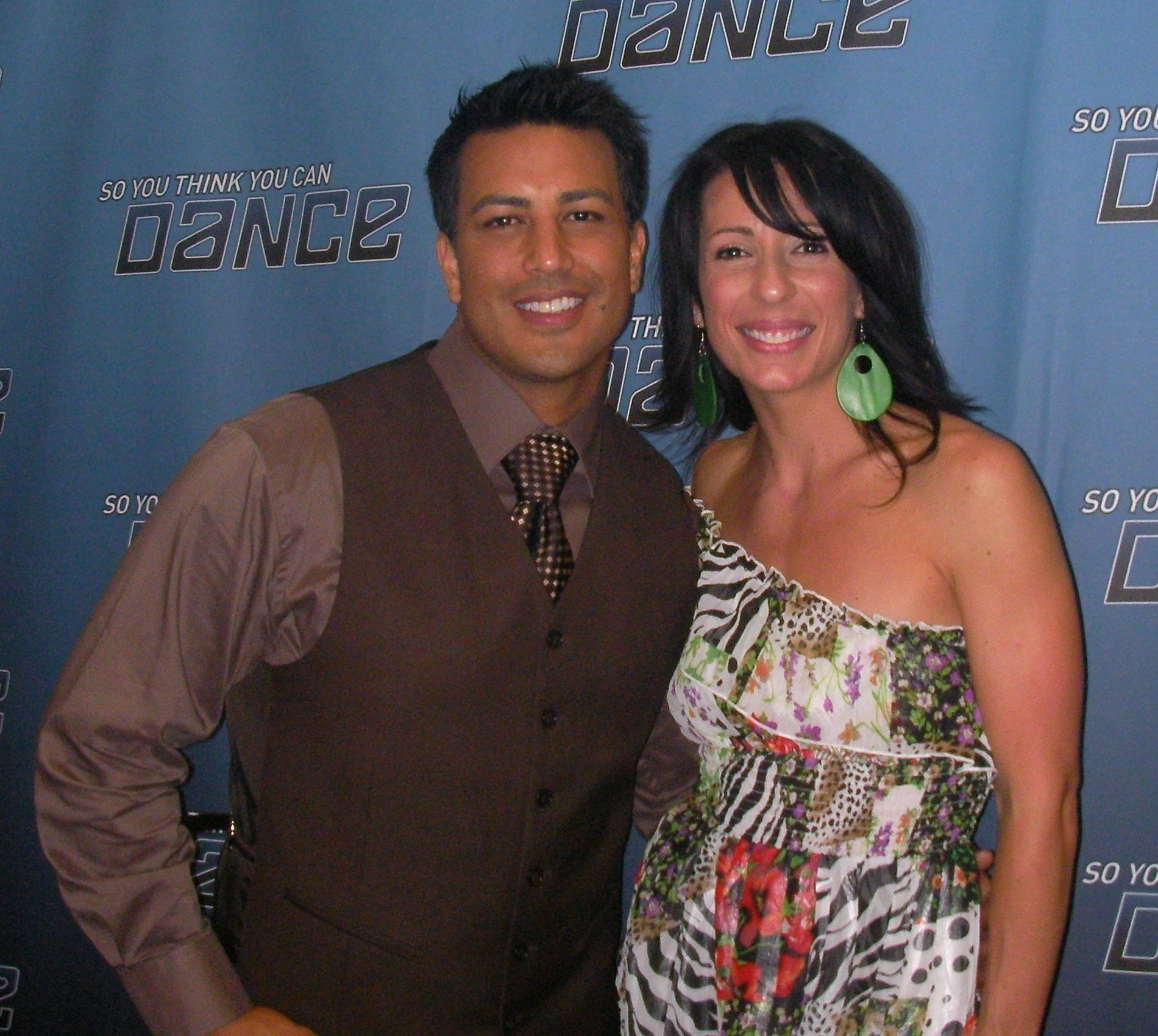
Tabitha och Napoleon D'umo, tillsammans kända som Nappytabs.

Lyrical hiphop är en mer flytande och mer tolkande version än standard hiphop. Den kombinerar nyanser av lyrisk dans med ordförråd och grundläggande rörelser som finns i hiphop. Enligt tidningen Dance Spirit så är den stora skillnaden mellan lyrical hiphop och standard hiphop att dansarna tolkar takten på olika sätt. Lyrical hiphop innehåller fortfarande isolations, glidings, och kroppsvågor precis som i vanlig hiphop . Men rörelserna är mjukare och mer flytande snarare än intensiva, och precis som i lyrisk dans så ligger betoningen på berättande och att förmedla känslor genom koreografin.
Lyrical hiphop slog igenom och fick namnet först år 2008 under säsong fyra av So You Think You Can Dance då det gifta dansparet Tabitha och Napoleon D'umo koreograferade en ny stil. Termen i sig är i förtjänst av Adam Shankman, koreograf och domare på programmet. Han som gjorde en kommentar med hänvisning till en rutin koreograferad till Leona Lewis låt "Bleeding Love". På grund av Shankmans kommentar och deras fortsatta arbete i säsongerna fyra till sju så hedras Tabitha och Napoleon för att ha utvecklat den nya stilen.

### LA style
LA style (Los Angeles style), Streetjazz eller Jazzfunk är en studiobaserad dans influerad av danserna hiphop och jazz. LA style anses ofta vara en hybrid mellan jazz och hiphop men kan ha element även av lyrical, modern dans. Influenser inom hiphop inkluderar commercial hiphop, popping, locking och även lyrical hiphop. Stilen har mycket fokus på musikalitet och dess inspiration från det lyriska hållet, alltså koreografin är maximalt gjort utefter en interpretation av beats eller text. Denna stil visades i dess tidiga form i komiska sketchserien In Living Color med dess dansgrupp Fly girls.